# Operazione Urgent Fury
L'operazione Urgent Fury è stata l'invasione dell'isola di Grenada condotta dagli Stati Uniti d'America del presidente Ronald Reagan a seguito di rivolgimenti politici che avrebbero potuto portare a un uso futuro dell'isola come base sovietico-cubana.
Il 25 ottobre 1983 soldati degli Stati Uniti sbarcarono su Grenada e, dopo aver vinto la resistenza delle forze presenti sull'isola, rovesciarono il governo militare di Hudson Austin, da poco salito al potere.
L'invasione venne condannata dall'ONU come un attentato alla sovranità di Grenada e una violazione del diritto internazionale. Forti critiche arrivarono anche da singoli Stati quali il Regno Unito, Trinidad e Tobago, il Canada e molti altri. Approssimativamente un centinaio di persone persero la vita.
La ricerca di un successo, che potesse permettere agli USA di superare e archiviare la sconfitta della guerra del Vietnam, è probabilmente da considerarsi una delle ragioni dell'invasione, a prescindere dalle sue reali implicazioni politiche o strategiche.

## Gli avvenimenti a Grenada
Il 13 marzo 1979 una rivoluzione incruenta, guidata da Maurice Bishop, a capo del New Jewel Movement, depone il primo ministro autoritario Eric Gairy sostituendolo con un governo comunista.
La costituzione viene sospesa e vengono aboliti tutti i partiti politici.
Il governo rivoluzionario cerca di stabilire contatti con Cuba.

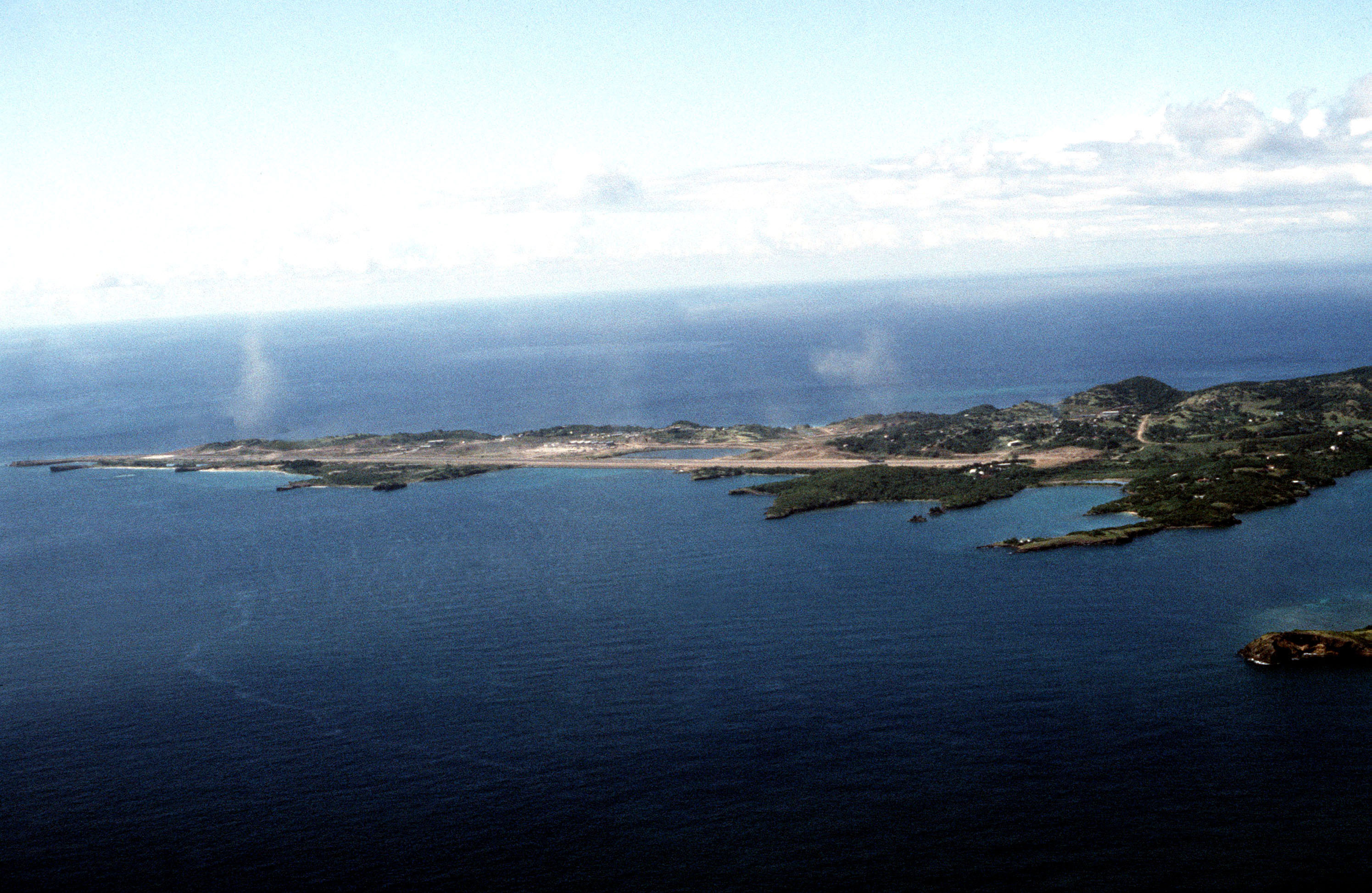
L'aeroporto a Point Salinas

Viene avviata la costruzione di un aeroporto internazionale a Point Salinas con il supporto di Canada, Messico e altre nazioni, il cui completamento viene previsto per l'anno seguente per mezzo di personale tecnico cubano. Il progetto era stato proposto dal governo britannico già nel 1954, quando Grenada era ancora colonia, disegnato da canadesi e parzialmente costruito da una ditta britannica.
Gli Stati Uniti sospettano che la pista possa essere usata dalle forze armate sovietico-cubane per contrastare gli interessi statunitensi in Centro e Sud America.
Il governo di Bishop risponde in maniera piccata che lo scopo è di costruire l'unico aeroporto capace di consentire voli commerciali e turistici sull'isola.
Nel marzo 1983 il Presidente degli Stati Uniti Ronald Reagan dichiara in due differenti occasioni pubbliche che la pista è la prova della "militarizzazione sovietico-cubana" e una potenziale minaccia per gli Stati Uniti; dichiara inoltre che la lunghezza di 2 700 m e i depositi di carburante nelle vicinanze sono caratteristiche inutili per voli commerciali e questo può solo significare che si tratta di una base sovietico-cubana.
A queste accuse fu controbattuto che altre cinque isole caraibiche, compresa Barbados, avevano un aeroporto di dimensioni e dotazioni simili o maggiori; inoltre la costruzione dell'aeroporto fu finanziata dalla Banca Mondiale e dalla Comunità europea all'interno di un progetto di rilievo turistico che comprendeva la realizzazione anche di alcuni alberghi.
Nel frattempo nel New Jewel Movement avviene una scissione tra la componente dei "non allineati" (che guarda con simpatia al coevo eurocomunismo) guidata da Bishop e quella degli stalinisti filo-sovietici. Bishop ha l'appoggio dei sindacati e dei contadini (grazie alla riforma agraria da poco in vigore) e punta sullo sviluppo del settore turistico, mentre i filo-sovietici vogliono un'economia pianificata di tipo industriale e godono dell'appoggio dei cosiddetti "12 apostoli", ovvero i fondatori dell'ala militare del partito, a capo del piccolo ma agguerrito esercito popolare rivoluzionario e guidati da Hudson Austin. 
Il 13 agosto 1983 la fazione filo-sovietica guidata da Bernard Coard prende il potere con un colpo di Stato.

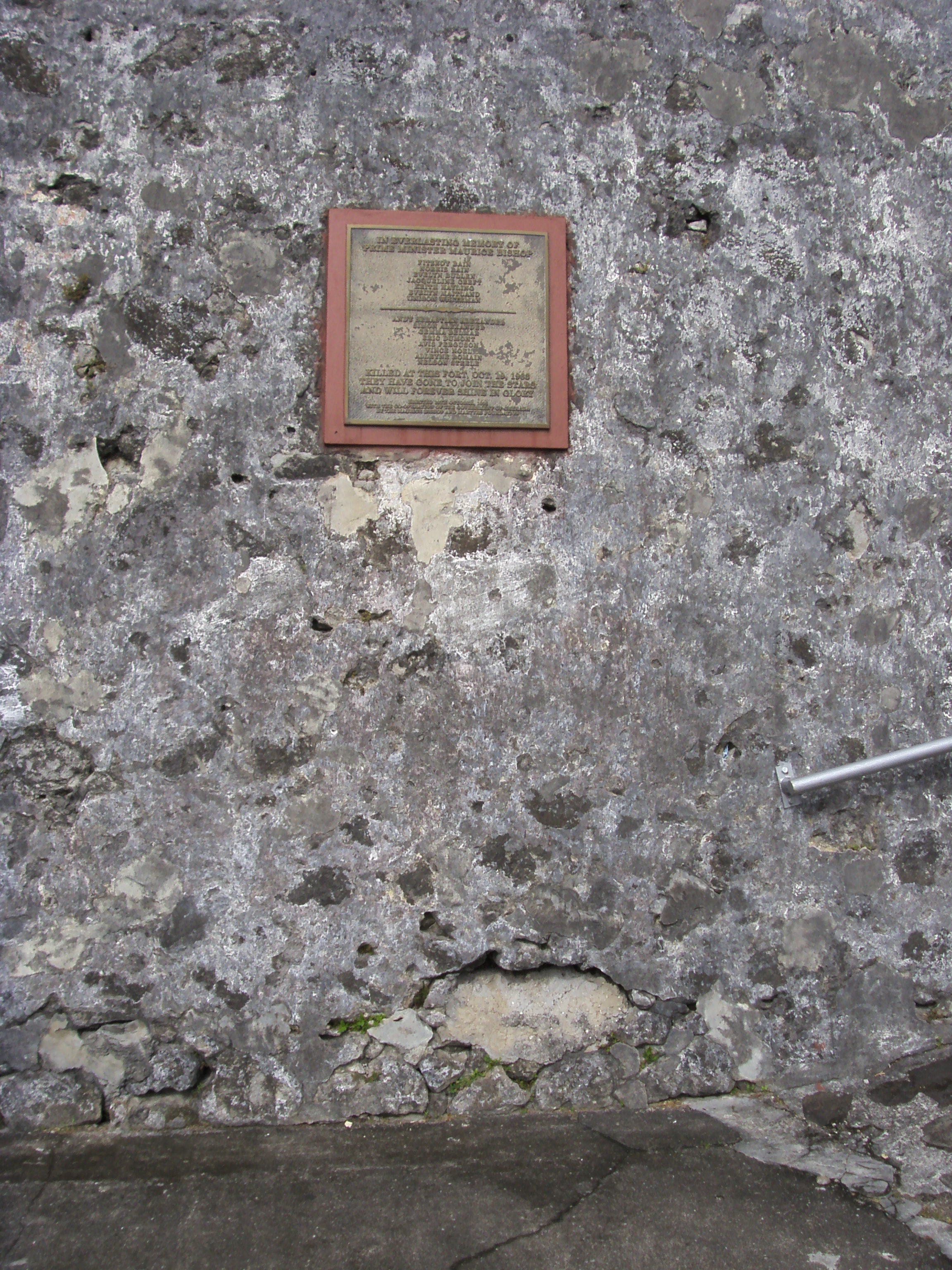
Targa commemorativa sul luogo della fucilazione di Maurice Bishop e i suoi fedelissimi a Fort Rupert in St. George's

Bishop viene arrestato; la popolazione si riversa in strada e i sindacati proclamano uno sciopero generale, cercando di liberarlo dalla prigione in cui è detenuto. Le guardie aprono il fuoco uccidendo decine di cittadini disarmati (si parlò all'epoca di 100 morti e di Bloody Wednesday, mercoledì di sangue). Bishop riesce comunque a fuggire (probabilmente grazie alla complicità di alcune guardie) ma viene ricatturato e fucilato, insieme a sette membri del governo che gli erano rimasti fedeli.
Le forze armate e il comitato centrale del partito subiscono anche un'incruenta epurazione dei sostenitori di Bishop.
A questo punto l'esercito popolare, comandato da Hudson Austin, forma una giunta militare filosovietica e prende il potere. Il governatore generale britannico, Paul Scoon, viene messo agli arresti domiciliari. Vengono annunciati quattro giorni di coprifuoco totale: chiunque venga sorpreso in strada sarà immediatamente ucciso.
La situazione politica resta comunque incandescente, con molteplici possibili sviluppi di rivincita per la fazione di Bishop (adesso appoggiata anche da alcuni laburisti).

## Le reazioni dei Paesi dell'area

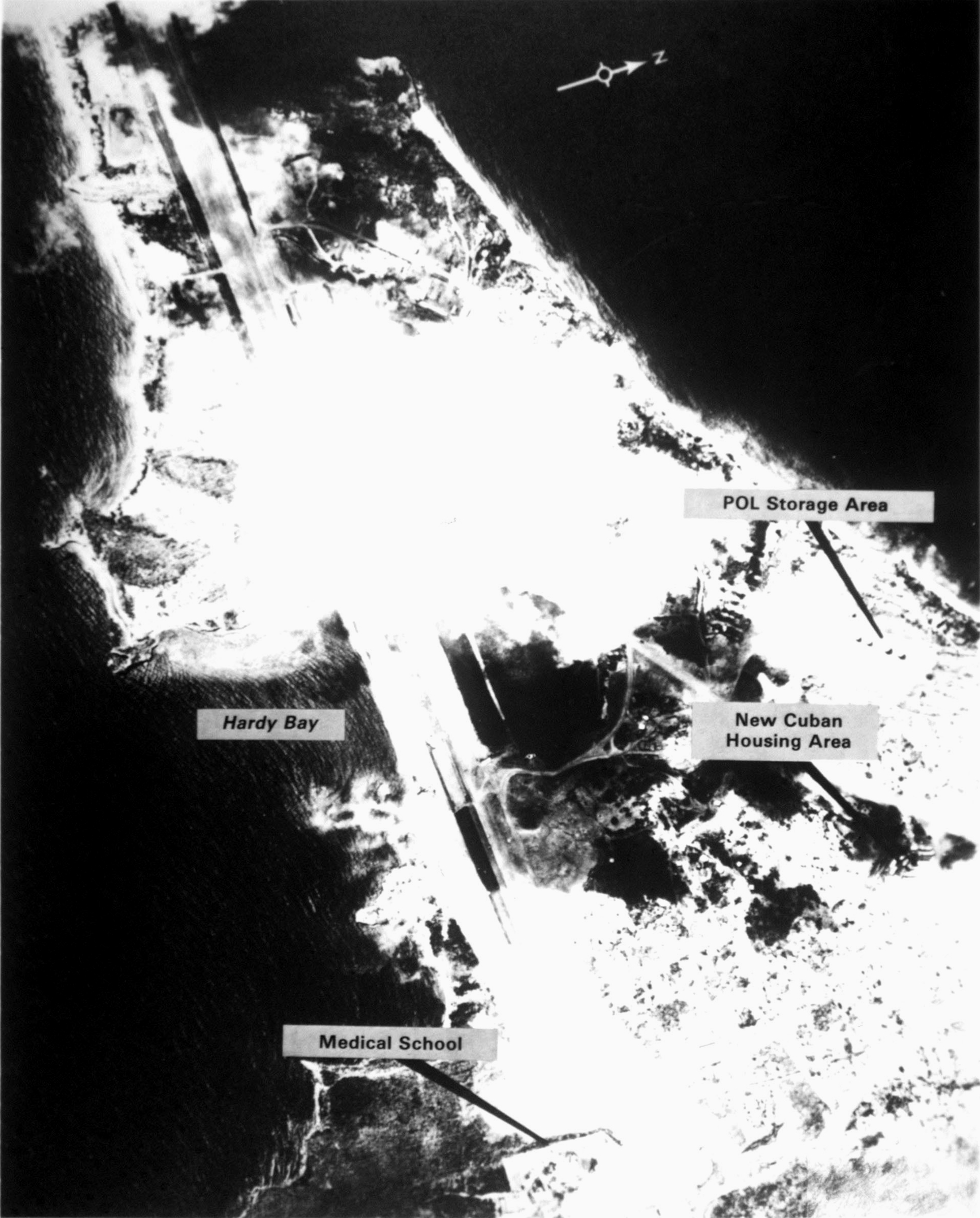
Immagine dalle ricognizioni USA dell'aeroporto di Point Salinas. Vicino alla pista, in basso nella foto, è visibile la scuola medica con gli studenti statunitensi a cui si riferisce un comunicato cubano.

L'Organizzazione degli Stati dei Caraibi Orientali richiede agli Stati Uniti, Barbados e Giamaica di stabilizzare la situazione a Grenada. Questo appello formale, si accerterà in seguito, fu fatto per pressione degli USA che avevano deciso d'intervenire militarmente e condurrà all'appoggio fornito dall'organizzazione internazionale a Washington. Le motivazioni vertevano sull'assassinio di Bishop, l'instabilità politica di uno Stato vicino ai confini degli USA e la minaccia alla sicurezza di studenti statunitensi presenti sull'isola. La presenza di cittadini statunitensi fu citata soprattutto per avere l'appoggio dell'opinione pubblica. Sia Cuba sia Grenada, con l'invasione imminente, inviano messaggi urgenti agli USA, dichiarando che gli studenti statunitensi stanno bene e non corrono alcun pericolo, non ci sono inoltre indizi di uno sforzo dell'amministrazione statunitense per un'evacuazione concordata e pacifica degli studenti.
Gli ufficiali confermeranno in seguito che non ci fu alcuna intenzione di negoziare con le autorità di Grenada.
Cuba rilascia dichiarazioni ufficiali esprimendo «profonda amarezza» per l'assassinio di Bishop a cui rende un «sentito tributo» e comunica istruzioni al proprio personale a Grenada: «astenersi assolutamente da ogni coinvolgimento negli affari interni del Partito o di Grenada».
Il 22 ottobre Fidel Castro spedisce un messaggio alla rappresentanza cubana sull'isola per ribadire che non devono intraprendere alcuna azione nel caso di una invasione statunitense se non direttamente attaccati; se le forze statunitensi atterrassero «sulla parte di pista vicina all'università o nei pressi di questa per evacuare i propri cittadini», l'ordine è di «non interferire in alcun modo».
Cuba informa inoltre i comandanti militari grenadini che «l'invio di rinforzi è impossibile e impensabile» e che Cuba ha l'esigenza d'assicurare «agevolazioni e garanzie totali per la sicurezza e l'evacuazione di statunitensi, inglesi e cittadini di altre nazionalità»; il messaggio viene ripetuto il 23 ottobre, affermando che l'invio di rinforzi sarebbe politicamente sconveniente e, dopo l'assassinio di Bishop, «moralmente impossibile di fronte al nostro popolo e al mondo».
Il 24 ottobre Cuba conferma ulteriormente al regime militare di Hudson Austin che i propri uomini si difenderanno solo se attaccati e avvisa che la pista sarà sgombrata dal personale militare.

## L'operazioneUrgent Fury

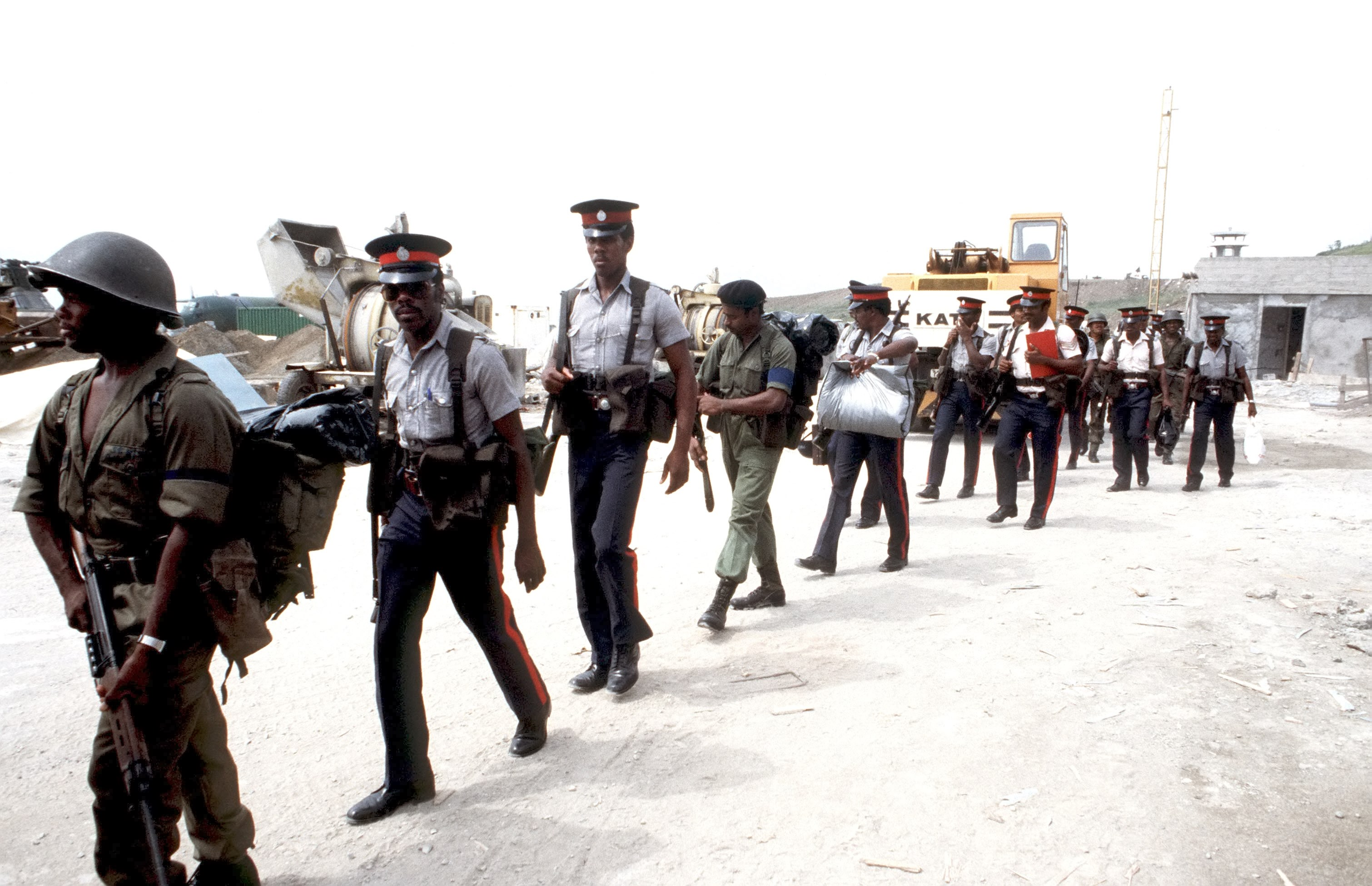
Uomini della Forza di Difesa dei Caraibi Orientali durante "Urgent Fury"

Nonostante gli appelli fatti da Cuba, il governo di Washington decide di agire. Formalmente l'intervento è condotto da una forza multinazionale composta di Paesi del bacino del Mar dei Caribi a cui si uniscono le forze armate statunitensi. La Giamaica partecipa con una compagnia di fucilieri, un reparto d'appoggio armato di mortai e personale medico (in tutto 150 uomini). Barbados invia un'unità di fucilieri di circa 50 uomini; gli altri Paesi forniscono complessivamente alcune centinaia di uomini per un totale di circa 300. Gli USA inviano 7 000 soldati col supporto di marina e aviazione. Tuttavia, le forze dei Paesi caraibici interverranno sull'isola solo una volta conclusi i combattimenti.
A Grenada l'esercito conta 1 500 soldati, inquadrati nella People's Revolutionary Army e con consiglieri militari cubani.
I cittadini cubani sono 784, di cui 636 ingegneri e membri del personale tecnico, 44 medici e insegnanti, e 43 militari; a questi ultimi Fidel Castro, dissociandosi dal colpo di Stato, comunica di non intervenire e di rispondere al fuoco solo se attaccati.
Non risulta confermata la presenza di personale militare di altri Paesi comunisti.
La difficoltà principale è la raccolta di informazioni sulle forze grenadine e cubane; gli unici dati sono desunti dalle foto aeree del ricognitore SR-71. A ridosso dell'invasione i reparti speciali inviati in avanscoperta trasmettono informazioni che possono mettere in discussione l'intera operazione: in particolare l'aeroporto di Point Salinas, destinato allo sbarco del 75° Ranger Regiment e dei paracadutisti della 82ª Divisione aviotrasportata, è stato bloccato e reso inusabile. L'informazione giunge al comando delle operazioni con gli aerei già in volo.

### I combattimenti
L'invasione ha inizio alle 05:30 locali del 25 ottobre 1983. Nonostante il fuoco contraereo il lancio dei paracadutisti si conclude con successo. I Rangers hanno in seguito smentito, contrariamente alla stampa, un contrattacco cubano: si trattava sempre di forze dell'esercito grenadino.

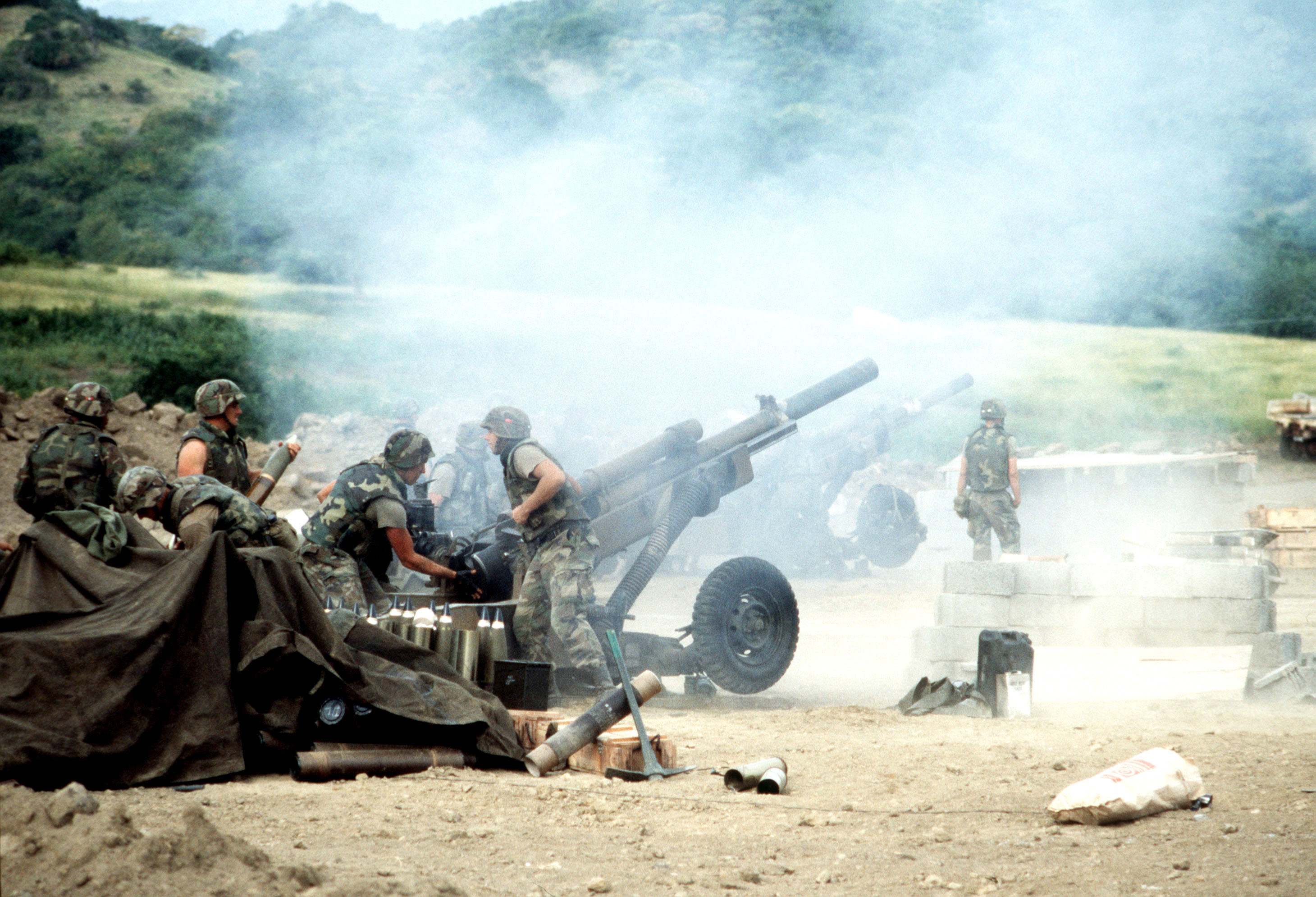
Artiglieria dell'82ª Divisione Aviotrasportata durante l'invasione dell'isola

Per la velocità con cui la missione è stata approntata, si verificano alcuni problemi durante l'azione: i soldati non hanno carte dell'isola e devono orientarsi con guide turistiche, la contraerea non era stata completamente individuata nelle ricognizioni e alcuni elicotteri vengono abbattuti. Una squadra di SEAL inviata alla residenza del governatore generale Scoon, s'imbatte in forze nemiche molto più numerose e rimane bloccata quasi 24 ore sotto il tiro continuo dell'esercito grenadino. Un'altra squadra, nell'occupare una stazione di telecomunicazioni, viene duramente colpita e respinta.
L'aviazione della marina statunitense bombarda per errore una clinica psichiatrica uccidendo diciotto pazienti.
Fonti ufficiali statunitensi affermeranno in seguito che i difensori erano ben preparati e addestrati, e che hanno pertanto opposto una tenace resistenza; tanto che s'è reso necessario l'invio di due battaglioni di rinforzi la sera del 26 ottobre.
Nonostante i problemi iniziali, la soverchiante potenza di fuoco aerea e navale a disposizione degli statunitensi non può che decretare il successo dell'operazione già dalla sera del 27 ottobre, quando le ultime sacche di resistenza vengono neutralizzate e s'iniziano le operazioni di messa in sicurezza di tutti i centri abitati, oltre alla ricerca e cattura dei soldati dell'esercito grenadino in rotta.

### Vittime e perdite

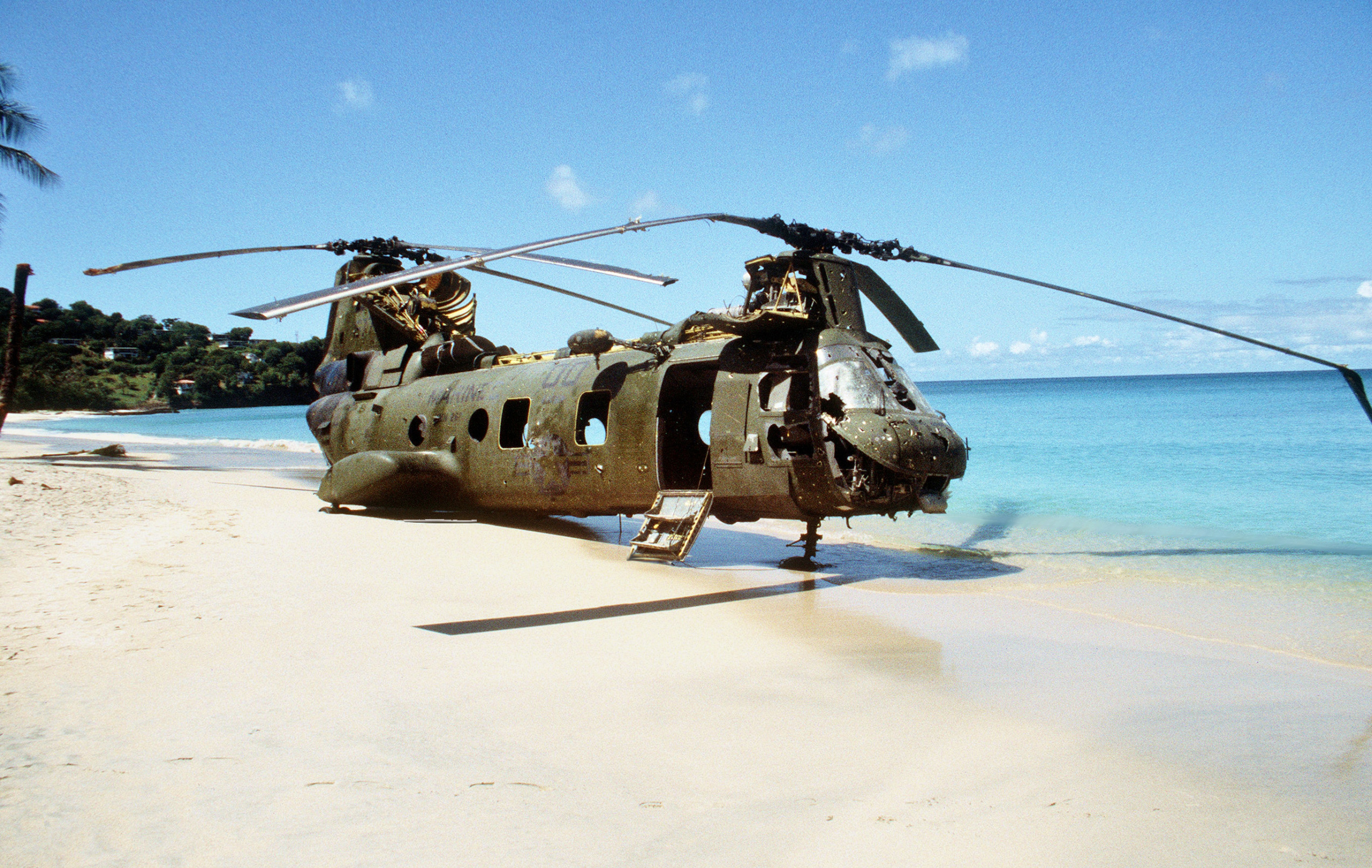
Un elicottero CH-46 Sea Knight americano messo fuori combattimento dalla contraerea grenadina

I morti tra la popolazione civile sono almeno 24; le forze USA contano 19 caduti, 116 feriti e 9 elicotteri abbattuti dalla contraerea grenadina; l'esercito di Grenada 45 caduti e 358 feriti; tra i cubani si contano 25 morti, 59 feriti e 600 prigionieri.
L'annuncio del Dipartimento di Stato degli Stati Uniti circa il ritrovamento di una fossa comune con 100 cadaveri di persone uccise dalle forze comuniste si rivela presto infondato.

## Reazioni internazionali
Nella risoluzione dell'Assemblea Generale dell'ONU nº 38/7 del 2 novembre 1983 si stabilisce che l'invasione costituisce una grave violazione del diritto internazionale e un attentato all'indipendenza, sovranità e inviolabilità territoriale del Paese; contiene inoltre la richiesta d'interrompere al più presto l'intervento armato e ritirare le truppe straniere.
L'operazione viene condannata dall'URSS e dagli altri Paesi comunisti. Anche la reazione di molte nazioni occidentali è negativa: il quotidiano francese Le Monde titolerà duramente: "Le Malvinas di Reagan" e "Dopo Grenada: Nicaragua?". Il Presidente del Consiglio italiano Bettino Craxi si unisce ai governi che condannano la vicenda, come faranno anche Belgio, Svezia, Grecia e Paesi Bassi in Europa. In America si registrano i dissensi di Argentina, Brasile, Ecuador, Bolivia, Guatemala e Nicaragua (quest'ultima protesta in maniera molto vigorosa).
Grenada, in quanto Paese membro del Commonwealth, durante l'invasione, chiede aiuto agli altri membri della comunità: come risultato, si ottiene un incontro presso Nuova Delhi. Tra i Paesi partecipanti, Regno Unito, Australia, Trinidad e Tobago e Canada si oppongono all'azione statunitense. In particolare, il primo ministro britannico Margaret Thatcher lo fa personalmente a più riprese in virtù del modus operandi autocratico adottato da Washington: il suo ministro degli esteri Geoffrey Howe aveva infatti annunciato alla Camera dei comuni un giorno prima dell'invasione, di non essere a conoscenza di nessun possibile intervento USA.
Ronald Reagan conferma alla Thatcher la mattina del 24 che un'invasione imminente non era in programma. Alle ore 12:30 dello stesso giorno la Thatcher scrive a Reagan:
Reagan rivelerà in seguito: «Fu molto decisa e continuò a insistere perché annullassimo il nostro sbarco a Grenada. Non ho potuto dirle che era già iniziato.»
All'epoca dei fatti, il 60% dei cittadini statunitensi è a sostegno dell'operazione. A Washington dichiarano apertamente il proprio appoggio i governi di Uruguay, El Salvador, Paraguay, Honduras e Panama. Parte della storiografia recente parla a proposito della scelta politica operata da Reagan di "Grenada fiasco".

## Il dopoinvasione a Grenada

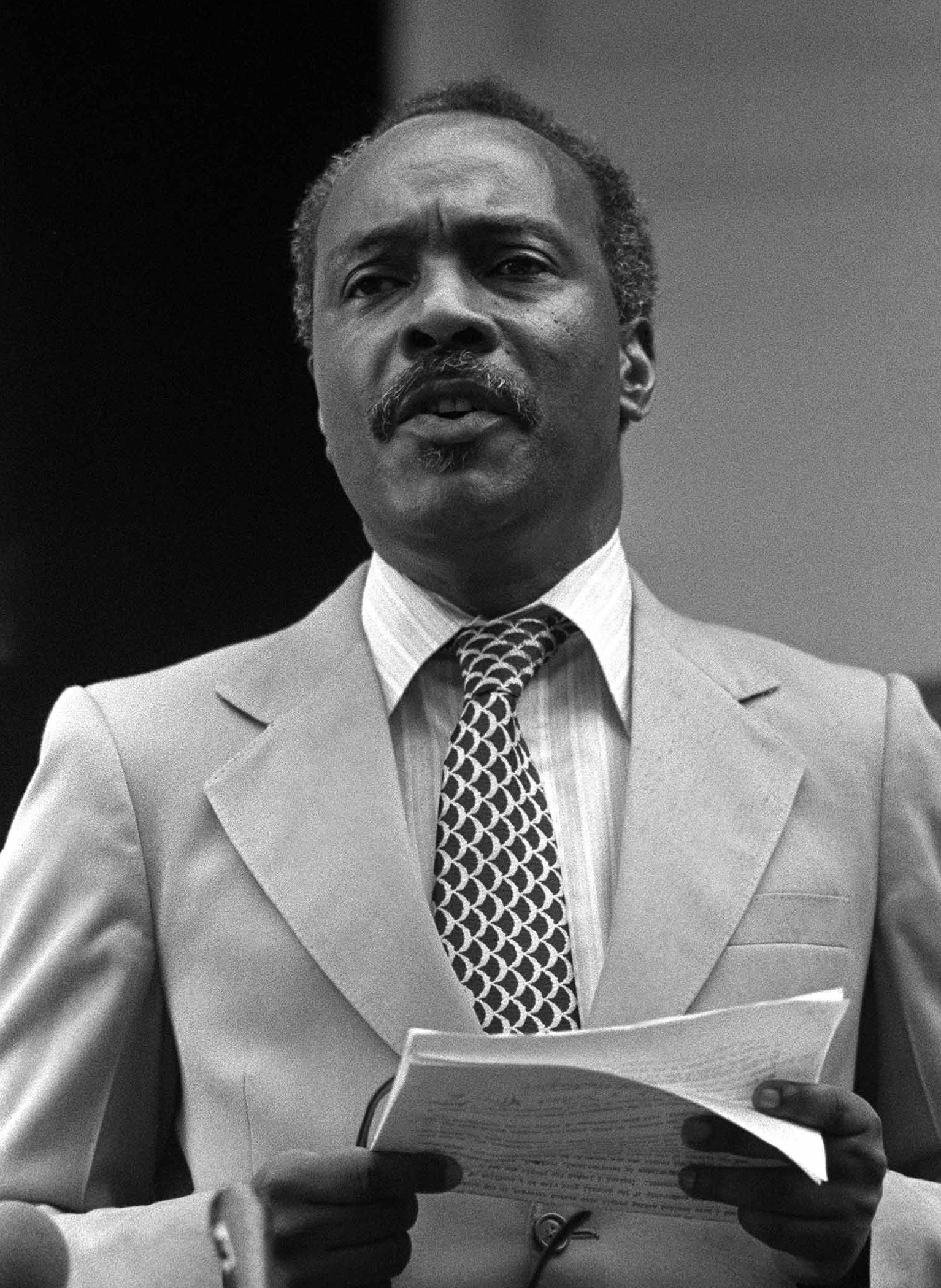
Il governatore generale Paul Scoon nel 1983

L'occupazione militare USA dell'isola di Grenada dura sino al 15 dicembre 1983. Gli elementi che rimangono a operare e collaborare con le autorità grenadine includono la Polizia Militare, forze speciali e un distaccamento specializzato in intelligence.
Hudson Austin e Bernard Coard vennero arrestati dai militari USA, processati per l'organizzazione del colpo di Stato e per l'assassinio di Bishop e inizialmente condannati a morte nel 1986, ma poi all'ergastolo nel 1991. Nel 2007 la sentenza per Austin e Coard è stata modificata in una condanna a 30 anni di reclusione. Austin è stato rilasciato il 18 dicembre 2008, mentre Coard il 5 settembre 2009.
Assieme a loro sono state condannate sedici persone, coinvolte nell'organizzazione del colpo di Stato e nell'assassinio di Bishop, sei delle quali condannate a morte (pena commutata nell'ergastolo, poi in 30 anni di reclusione e infine rilasciate). I movimenti politici di estrema sinistra potranno tornare a presentarsi alle elezioni dopo pochi anni, ma otterranno risultati scarsi e risulteranno divisi in base al giudizio su Bishop.
All'inizio di novembre la compagnia televisiva CBS effettua un sondaggio tra gli abitanti da cui risulta che il 91% degli intervistati si dichiara contento dell'intervento militare statunitense, mentre il 76% dimostrava incerto sull'instaurare un tacito rapporto di subordinazione ad appannaggio di Cuba.
Il governatore generale Paul Scoon ripristina la costituzione e forma un nuovo governo; nel dicembre 1984 hanno luogo le elezioni, che vengono vinte dal partito filostatunitense (NNP) di Herbert Blaize.
Terminati i lavori di costruzione, l'Aeroporto Internazionale di Pointe Salines di Grenada, viene intitolato a Maurice Bishop.
Attualmente a Granada il 25 ottobre è una festa nazionale ed è conosciuta come il Giorno del Ringraziamento (Thanksgiving's Day).

## Filmografia
Incentrato sull'operazione a Grenada è il film Gunny (Heartbreak Ridge, 1986), diretto e interpretato da Clint Eastwood.